# Paul Kingsman
Paul James Kingsman, MBE (* 15. Juni 1967 in Auckland) ist ein ehemaliger neuseeländischer Schwimmer.

## Biografie
Paul Kingsman nahm im Alter von 15 Jahren bereits an den Commonwealth Games 1982 teil. Damit war er der jüngste Teilnehmer in der Geschichte seines Landes. Es folgte eine Teilnahme an den Olympischen Sommerspielen 1984 in Los Angeles. Dort wurde er im Wettkampf über 100 Meter Rücken Zehnter und im Wettkampf über 200 Meter Rücken belegte er Rang 20. Über beide Distanzen konnte Kingsman bei den Commonwealth Games 1986 in Edinburgh jeweils Silber gewinnen. Nach Bronze bei den Pan Pacific Swimming Championships 1987 ging er bei den Olympischen Sommerspielen 1988 in Seoul erneut an den Start. Im Wettkampf über 200 Meter Rücken schwamm Kingsman mit einer Zeit von 2:00,48 Minuten einen neuen Commonwealth Rekord. Er war damit der erste männliche Schwimmer seines Landes, der bei Olympischen Spielen eine Medaille gewann. Seine Zeit war bis 2008 der Landesrekord von Neuseeland.
Nachdem Kingsman bei den Commonwealth Games 1990 in seiner Heimatstadt Auckland eine weitere Silber- und eine Bronzemedaille gewinnen konnte, beendete er anschließend seine Karriere. Insgesamt wurde er 12-facher Neuseeländischer Meister.
1990 wurde Kingsman wegen seiner Leistungen zum Member of the Order of the British Empire ernannt.
Nach seinem Karriereende wurde Kingsman Verkaufs- und Marketingmanager des Sportartikelherstellers Speedo. Er gründete eine eigene Schwimmschule in Auckland und zog 2001 mit seiner Frau und seinem Sohn in die Vereinigten Staaten.